# Boné Azul
Boné Azul é um bairro do município brasileiro de Macapá, capital do estado do Amapá. Segundo o censo demográfico de 2022, realizado pelo Instituto Brasileiro de Geografia e Estatística (IBGE), sua população era de 4 124 habitantes e havia 1 211 domicílios particulares permanentes ocupados.
De acordo com o IBGE, em 2010 a população era de 1 289 habitantes e havia 359 domicílios particulares.